# José Bernardino Gonçalves
José Bernardino Gonçalves, nasceu em Guaratinguetá, tocava flautim, e era conhecido por ser, na época, o único que afinava seu flautim em mibemol com a requinta..